# Студёновская акционерная горнодобывающая компания
Студёновская акционе́рная горнодобыва́ющая компа́ния (СТАГДОК) — липецкая компания, которая занимается производством флюсовых известняков. Мощность производства — 2800 тыс. тонн в год.
Компания была основана в 1928 году в липецком районе Студёнки (отсюда название). Тогда она называлась Студёновским рудоуправле́нием. Вокруг стал образовываться посёлок Студёновского рудоуправления.
В 1928—1947 годах все работы велись вручную. 1 сентября 1947 года была построена дробильно-обогатительная фабрика (ДОФ-1); её производительность составила 800 тыс. тонн флюсов в год. Тогда же известняк стал добываться механизированно.
В 1992 году компания получила статус открытого акционерного общества.
Сегодня в состав СТАГДОКа входят горный цех, дробильно-обогатительная фабрика, цех технологического транспорта, железнодорожный цех (всего 10 подразделений).
В 1999 году основным акционером компании стало ОАО «Новолипецкий металлургический комбинат».
Известняк добывается из карьера, который здесь находится; его запасы — больше 200 млн тонн.
Сегодня на СТАГДОКе работают 980 человек.
Для транспортной связи компания пользуется товарной железнодорожной станцией 276 км.